# Präfektur Shizuoka
Shizuoka (jap. 静岡県 Shizuoka-ken, englisch Shizuoka Prefecture ‚Präfektur Shizuoka‘) ist eine japanische Präfektur. Sie liegt je nach Regionaleinteilung in der Region Tōkai, Chūbu, seltener Kantō, großräumiger Zentral- oder Ostjapan auf der Insel Honshū. Ihre Verwaltung hat ihren Sitz in der gleichnamigen Stadt Shizuoka (Shizuoka-shi).

## Geschichte
Eine erste Präfektur (-ken) Shizuoka ging 1871 aus dem Fürstentum (-han) Shizuoka (vor 1869 Sunpu bzw. Suruga-Fuchū) hervor, das nach deren Sturz den Tokugawa überlassen worden war und umfangreiche Besitzungen in mehreren Provinzen mit einem Gesamtnominaleinkommen (Kokudaka) von 700.000 Koku umfasste. Die Präfektur Shizuoka wurde durch die erste Konsolidierungswelle der Präfekturen ab 1871 im Wesentlichen deckungsgleich mit der antiken Provinz Suruga (Sunshū) gemacht.
Im April 1876 wurde Shizuoka um den in der Provinz Izu gelegenen Westteil der Präfektur Ashigara erweitert, deren Hauptvorläufer die aus Shōgunatsland entstandene Präfektur Nirayama und das Fürstentum Odawara (inkl. Zweiglehen Ogino-Yamanaka) gewesen waren. Der Ostteil von Ashigara in der Provinz Sagami ging an Kanagawa.
Nahezu seine heutigen Grenzen erreichte Shizuoka schließlich am 21. August 1876 durch den Zusammenschluss mit der Präfektur Hamamatsu, die 1871 hauptsächlich aus der Präfektur bzw. dem ebenfalls erst in der Restauration eingerichteten Fürstentum Horie entstanden war und inzwischen deckungsgleich mit der Provinz Tōtōmi war. Die Präfekturverwaltung hat den 21. August als Gründungstag des heutigen Shizuoka zum „Tag der (Präfektur-)Bürger“ (kenmin no hi, 県民の日) erklärt. Nach dem Zusammenschluss der drei direkten Vorläufer umfasste die Präfektur komplett die antiken Provinzen Suruga, Tōtōmi und Izu. Ein kleiner Teil der Provinz Izu, die Izu-Inseln, wurde aber 1878 wieder abgetrennt und an die Präfektur (-fu, heute -to) Tokio übertragen.

## Wirtschaft
Die Präfektur Shizuoka gehört wirtschaftlich zu den fünf führenden Präfekturen in Japan. Im verarbeitenden Gewerbe ist der Maschinenbau der wichtigste Industriezweig, insbesondere der Bau von Transport- und Elektronikmaschinen, auch die Elektronikbranche ist bedeutend. Die Kernindustrien sind die Produktion von Musikinstrumenten und Motorrädern, aber auch bei der Herstellung von Papier, Medikamenten und Möbeln steht man an der Spitze. 90 % der Unternehmen in der Präfektur sind kleine und mittlere Unternehmen. Es gibt aber auch einige Weltmarktführer: Die Motorräder der Marken Honda, Yamaha und Suzuki wurden in Shizuoka entwickelt und werden noch immer vor Ort hergestellt. Andere globale Marken sind Klaviere von Yamaha und Kawai, Hamamatsu Photonics und Dashiowa Papier.
In der Landwirtschaft sind Mandarinen und Tee zu nennen, die Hälfte der Grünteeproduktion Japans kommt aus dieser Präfektur. Andere wichtige landwirtschaftliche Erzeugnisse sind Melonen, Erdbeeren, Tomaten und Kartoffeln. Sakura Ebi, auch Kirschblütengarnelen genannt, ist eine berühmte Spezialität der Präfektur Shizuoka, und auch Suruga-Bambusprodukte und Suruga-Lackwaren gehören zu den bekannten Handwerksprodukten.
Shizuoka ist reich an Fischereiressourcen, darunter Bonito, Thunfisch, Aal usw. Auch die Süßwasseraquakultur ist mit einer großen Vielfalt an Süßwasserfischen, wie dem Tigerkugelfisch und der Regenbogenforelle, gut entwickelt.

## Politik
- Fuji no kuni kenmin club („Bürgerklub Land des Fuji“; mit KDP, DVP): 17
- Fraktionslos: 5
- Kōmeitō: 5
- Jimin kaikaku kaigi („LDP-Reformkonferenz“): 41

Shizuokas seit 2009 amtierender Gouverneur Heita Kawakatsu trat 2024 zurück. Bei der Gouverneurswahl im Mai 2024 wurde mit Mitte-links-Unterstützung Yasutomo Suzuki (KDP, DVP) zum Nachfolger gewählt, ehemaliges Mitglied des nationalen Abgeordnetenhauses. Er setzte sich gegen den Mitte-rechts-gestützten (LDP, Kōmeitō) ehemaligen Vizegouverneur Shin’ichi Ōmura, einen Kommunisten und drei sonstige Kandidaten durch.
Im 68-köpfigen Parlament verteidigte die Liberaldemokratische Partei (LDP) bei den Wahlen im April 2023 mit 38 Sitzen ihre absolute Mehrheit, 22 Sitze gingen an Kandidaten ohne Parteinominierung.
Im Abgeordnetenhaus des nationalen Parlaments wird Shizuoka von acht direkt gewählten Abgeordneten vertreten, nach den Wahlen 2024 sind dies vier LDP-, drei KDP- und ein DVP-Mitglied. Ins Rätehaus wählt die Präfektur pro Wahl jeweils zwei Abgeordnete, nach den Wahlen 2019 und 2022 zwei Liberaldemokraten, ein Mitglied der DVP und eine partei- und fraktionslose ehemalige Demokratin (Stand: November 2024).

## Verwaltungsgliederung
Von den ursprünglichen 337 Gemeinden in Shizuoka nach der Einführung der heutigen Gemeindeformen 1889 gibt es seit 2010 noch 35: 23 -shi ([kreisfreie] Städte) und zwölf -machi/-chō ([kreisangehörige] Städte). Die letzten -mura/-son (Dörfer) verschwanden in der großen Heisei-Gebietsreform der 2000er Jahre. Von den noch bis heute als geographische Einheit genutzten und in ihrer Zusammensetzung fortgeschriebenen ehemaligen -gun (Landkreisen) existieren in Shizuoka noch fünf.
Bei der landesweiten Reaktivierung und Neuordnung der Kreise 1878 waren es ursprünglich 23 -gun – zwölf aus der antiken Provinz Tōtōmi/Präfektur Hamamatsu, sieben aus der Präfektur Shizuoka vor 1876/der Provinz Suruga und vier aus der Provinz Izu/Präfektur Ashigara – und 0 -ku (Stadtkreise/„Bezirke“, Vorläufer der -shi von 1889).
Vier der 23 Städte besitzen Sonderrechte: Shizuoka-shi, der Sitz der Präfekturverwaltung und Hamamatsu-shi, die größte Stadt, sind beides „designierte Großstädte“ (政令指定都市 Seirei shitei toshi). Numazu-shi und Fuji-shi sind „Ausnahmestädte“ (特例市 tokurei-shi).
| Code                                 | Name            | Name       | Kreis (-gun) | Fläche (in km²) | Bevölkerung  | Bevölkerungs- dichte (Ew./km²) |         |
| Code                                 | lateinisch      | japanisch  | Kreis (-gun) | 1. Januar 2023  | 1. März 2021 | 1. Oktober 2015                |         |
| ------------------------------------ | --------------- | ---------- | ------------ | --------------- | ------------ | ------------------------------ | ------- |
| 22100                                | Shizuoka-shi    | 静岡市     | –            | 1.411,93        | 685.589      | 704.989                        | 499,32  |
| 22130                                | Hamamatsu-shi   | 浜松市     | –            | 1.558,06        | 788.211      | 797.980                        | 512,16  |
| 22203                                | Numazu-shi      | 沼津市     | –            | 186,82          | 187.653      | 195.633                        | 1046,39 |
| 22205                                | Atami-shi       | 熱海市     | –            | 61,77           | 35.276       | 37.544                         | 607,70  |
| 22206                                | Mishima-shi     | 三島市     | –            | 62,02           | 107.416      | 110.046                        | 1774,36 |
| 22207                                | Fujinomiya-shi  | 富士宮市   | –            | 389,08          | 127.252      | 130.770                        | 336,10  |
| 22208                                | Itō-shi         | 伊東市     | –            | 124,02          | 64.473       | 68.345                         | 550,73  |
| 22209                                | Shimada-shi     | 島田市     | –            | 315,70          | 95.198       | 98.112                         | 310,78  |
| 22210                                | Fuji-shi        | 富士市     | –            | 244,95          | 243.739      | 248.399                        | 1014,08 |
| 22211                                | Iwata-shi       | 磐田市     | –            | 163,45          | 165.688      | 167.210                        | 1023,00 |
| 22212                                | Yaizu-shi       | 焼津市     | –            | 70,30           | 136.028      | 139.462                        | 1983,53 |
| 22213                                | Kakegawa-shi    | 掛川市     | –            | 265,69          | 113.954      | 114.602                        | 431,34  |
| 22214                                | Fujieda-shi     | 藤枝市     | –            | 194,06          | 140.947      | 143.605                        | 740,00  |
| 22215                                | Gotemba-shi     | 御殿場市   | –            | 194,90          | 86.334       | 88.078                         | 451,91  |
| 22216                                | Fukuroi-shi     | 袋井市     | –            | 108,33          | 86.851       | 85.789                         | 791,92  |
| 22219                                | Shimoda-shi     | 下田市     | –            | 104,38          | 20.499       | 22.916                         | 219,54  |
| 22220                                | Susono-shi      | 裾野市     | –            | 138,12          | 50.510       | 52.737                         | 381,82  |
| 22221                                | Kosai-shi       | 湖西市     | –            | 86,56           | 57.682       | 59.789                         | 690,72  |
| 22222                                | Izu-shi         | 伊豆市     | –            | 363,97          | 28.493       | 31.317                         | 86,04   |
| 22223                                | Omaezaki-shi    | 御前崎市   | –            | 65,57           | 30.562       | 32.578                         | 496,92  |
| 22224                                | Kikugawa-shi    | 菊川市     | –            | 94,19           | 47.194       | 46.763                         | 496,48  |
| 22225                                | Izunokuni-shi   | 伊豆の国市 | –            | 94,62           | 46.212       | 48.152                         | 508,90  |
| 22226                                | Makinohara-shi  | 牧之原市   | –            | 111,69          | 43.061       | 45.547                         | 407,80  |
| 22301                                | Higashi-Izu-chō | 東伊豆町   | Kamo         | 77,82           | 11.389       | 12.624                         | 162,24  |
| 22302                                | Kawazu-chō      | 河津町     | Kamo         | 100,69          | 6684         | 7303                           | 72,53   |
| 22304                                | Minami-Izu-chō  | 南伊豆町   | Kamo         | 109,94          | 7709         | 8524                           | 77,53   |
| 22305                                | Matsuzaki-chō   | 松崎町     | Kamo         | 85,11           | 5932         | 6837                           | 80,26   |
| 22306                                | Nishi-Izu-chō   | 西伊豆町   | Kamo         | 105,41          | 7040         | 8234                           | 78,02   |
| 22325                                | Kannami-chō     | 函南町     | Tagata       | 65,16           | 36.607       | 37.661                         | 577,98  |
| 22341                                | Shimizu-chō     | 清水町     | Suntō        | 8,81            | 31.652       | 32.118                         | 3645,63 |
| 22342                                | Nagaizumi-chō   | 長泉町     | Suntō        | 26,63           | 43.204       | 42.331                         | 1589,60 |
| 22344                                | Oyama-chō       | 小山町     | Suntō        | 135,74          | 18.181       | 19.497                         | 143,63  |
| 22424                                | Yoshida-chō     | 吉田町     | Haibara      | 20,73           | 28.811       | 29.093                         | 1403,42 |
| 22429                                | Kawane-honchō   | 川根本町   | Haibara      | 496,88          | 6101         | 7192                           | 14,47   |
| 22461                                | Mori-machi      | 森町       | Shūchi       | 133,91          | 17.333       | 18.528                         | 138,36  |
| Zwischensumme -shi/kreisfreie Städte | 6.410,20        |            | 3.470.363    | 541,37          |              |                                |         |
| Zwischensumme -gun/Landkreise        | 1.366,82        |            | 229.942      | 168.21          |              |                                |         |
| 22000                                | Shizuoka-ken    | 静岡県     | –            | 7.777,02        | 3.609.465    | 3.700.305                      | 475,78  |

Es gibt (Stand: 2023) mehrere Gebiete mit ungeklärtem Verlauf der Gemeindegrenzen, in zwei Fällen sind Gemeinden aus Shizuoka und Yamanashi und damit auch die Präfekturgrenze betroffen.

## Größte Orte
| Census-Jahr | Einwohner | Einwohner | Einwohner | Einwohner |
| 2015        | 2010      | 2005      | 2000      |           |
| ----------- | --------- | --------- | --------- | --------- |
| Hamamatsu   | 797.980   | 800.866   | 804.032   | 582.095   |
| Shizuoka    | 704.989   | 716.197   | 700.886   | 469.695   |
| Fuji        | 248.399   | 254.027   | 236.474   | 234.187   |
| Numazu      | 195.633   | 202.304   | 208.005   | 207.558   |
| Iwata       | 167.210   | 168.625   | 170.899   | 86.717    |
| Fujieda     | 143.605   | 142.151   | 129.248   | 128.494   |
| Yaizu       | 139.462   | 143.249   | 120.109   | 118.248   |
| Fujinomiya  | 130.770   | 132.001   | 121.779   | 120.222   |
| Kakegawa    | 114.602   | 116.363   | 117.857   | 80.217    |
| Mishima     | 110.046   | 111.838   | 112.241   | 110.519   |
| Shimada     | 98.112    | 100.276   | 96.078    | 75.248    |
| Gotemba     | 88.078    | 89.030    | 85.976    | 82.533    |
| Fukuroi     | 85.789    | 84.846    | 82.991    | 59.835    |
| Itō         | 68.345    | 71.437    | 72.441    | 71.720    |
| Kosai       | 59.789    | 60.107    | 44.057    | 43.711    |
| Susono      | 52.737    | 54.546    | 53.062    | 52.682    |
| Izunokuni   | 48.152    | 49.269    | 50.011    | ——        |
| Kikugawa    | 46.763    | 47.041    | 47.502    | ——        |
| Makinohara  | 45.547    | 49.019    | ——        | ——        |
| Atami       | 37.544    | 39.611    | 41.202    | 42.936    |
| Omaezaki    | 32.578    | 34.700    | 35.272    | ——        |
| Izu         | 31.317    | 34.202    | 36.627    | ——        |
| Shimoda     | 22.916    | 25.013    | 26.557    | 27.798    |
| Shimizu     | ——        | ——        | ——        | 236.818   |
| Tenryu      | ——        | ——        | ——        | 23.747    |
| Hamakita    | ——        | ——        | ——        | 84.905    |

1. April 2004 – Nach Eingliederung einer weiteren Gemeinde wird Omaezaki zur kreisfreien Stadt erhoben.

1. April 2004 – Die Stadt Shimizu wird nach Shizuoka eingegliedert und bildet 2005 ein eigener Stadtbezirk hierin.

1. April 2004 – Vier Gemeinden gründen die kreisfreie Stadt Izu.

17. Januar 2005 – Nach Eingliederung einer weiteren Gemeinde wird Kikugawa zur kreisfreien Stadt erhoben.

1. April 2005 – Drei Gemeinden fusionieren zur kreisfreien Stadt Izunokuni.

1. Juli 2005 – Die Städte Tenryu und Hamakita werden in die kreisfreie Stadt Hamamatsu eingegliedert und bilden 2007 eigene Stadtbezirke darin.

20. September 2005 – Zwei Gemeinden fusionieren zur kreisfreien Stadt Makinohara.

## Demografie

Bevölkerungsentwicklung der Gemeinden in Shizuoka zwischen den Volkszählungen 2005 und 2010
Zunahme
>10,0 %
7,5–10,0 %
5,0–7,5 %
2,5–5,0 %
0,0–2,5 %
Abnahme
0,0–2,5 %
2,5–5,0 %
5,0–7,5 %
7,5–10,0 %
>10,0 %

Zum Jahresende 2014 gab es 71.301 in den Gemeinden der Präfektur gemeldete Ausländer, davon rund 24.000 Brasilianer – in den Jahren 2005 bis 2008 waren es über 50.000 –, je über 10.000 aus China und den Philippinen und über 5.000 aus Korea (beide Staaten). Die Gemeinde mit dem höchsten Ausländeranteil war die Stadt Kikugawa mit 5,2 %.

### Bevölkerungsentwicklung der Präfektur
Seit der Volkszählung 2005 ist die Präfekturbevölkerung rückläufig. Einzig zur Volkszählung 1930 ist ein Männerüberschuss erkennbar.
| Census- Jahr | Gesamt- Bevölkerung | männliche Bevölkerung | weibliche Bevölkerung | Geschlechter- verhältnis Männer auf 1000 Frauen | Fläche in km2 | Bevölkerungs- dichte Einw. je km2 |
| ------------ | ------------------- | --------------------- | --------------------- | ----------------------------------------------- | ------------- | --------------------------------- |
| 1920         | 1.550.387           | 774.169               | 776.218               | 997,4                                           | 7769,91       | 199,54                            |
| 1925         | 1.671.217           | 835.521               | 835.696               | 999,8                                           | 7769,91       | 215,09                            |
| 1930         | 1.797.805           | 900.640               | 897.165               | 1003,9                                          | 7769,91       | 231,38                            |
| 1935         | 1.939.860           | 966.250               | 973.610               | 992,4                                           | 7769,91       | 249,66                            |
| 1940         | 2.017.860           | 996.813               | 1.021.047             | 976,3                                           | 7769,91       | 259,70                            |
| 1945         | 2.220.358           | 1.039.175             | 1.181.183             | 879,8                                           | 7769,91       | 285,76                            |
| 1950         | 2.471.472           | 1.206.651             | 1.264.821             | 954,0                                           | 7771,13       | 318,03                            |
| 1955         | 2.650.435           | 1.301.198             | 1.349.237             | 964,4                                           | 7768,75       | 341,17                            |
| 1960         | 2.756.271           | 1.353.122             | 1.403.149             | 964,3                                           | 7768,82       | 354,79                            |
| 1965         | 2.912.521           | 1.428.930             | 1.483.591             | 963,2                                           | 7769,41       | 374,87                            |
| 1970         | 3.089.895           | 1.516.642             | 1.573.253             | 964,0                                           | 7770,30       | 397,65                            |
| 1975         | 3.308.799           | 1.627.797             | 1.681.002             | 968,3                                           | 7771,84       | 425,74                            |
| 1980         | 3.446.804           | 1.695.778             | 1.751.026             | 968,4                                           | 7772,64       | 443,45                            |
| 1985         | 3.574.692           | 1.759.455             | 1.815.237             | 969,3                                           | 7773,12       | 459,88                            |
| 1990         | 3.670.840           | 1.808.951             | 1.861.889             | 971,6                                           | 7778,87       | 471,90                            |
| 1995         | 3.737.689           | 1.841.947             | 1.895.742             | 971,6                                           | 7778,95       | 480,49                            |
| 2000         | 3.767.393           | 1.857.031             | 1.910.362             | 972,1                                           | 7779,46       | 484,27                            |
| 2005         | 3.792.377           | 1.868.458             | 1.923.919             | 971,2                                           | 7780,03       | 487,45                            |
| 2010         | 3.765.007           | 1.853.952             | 1.911.055             | 970,1                                           | 7780,42       | 483,91                            |
| 2015         | 3.700.305           | 1.820.993             | 1.879.312             | 969,0                                           | 7777,42       | 475,78                            |

## Sehenswürdigkeiten und Landmarken (Auswahl)

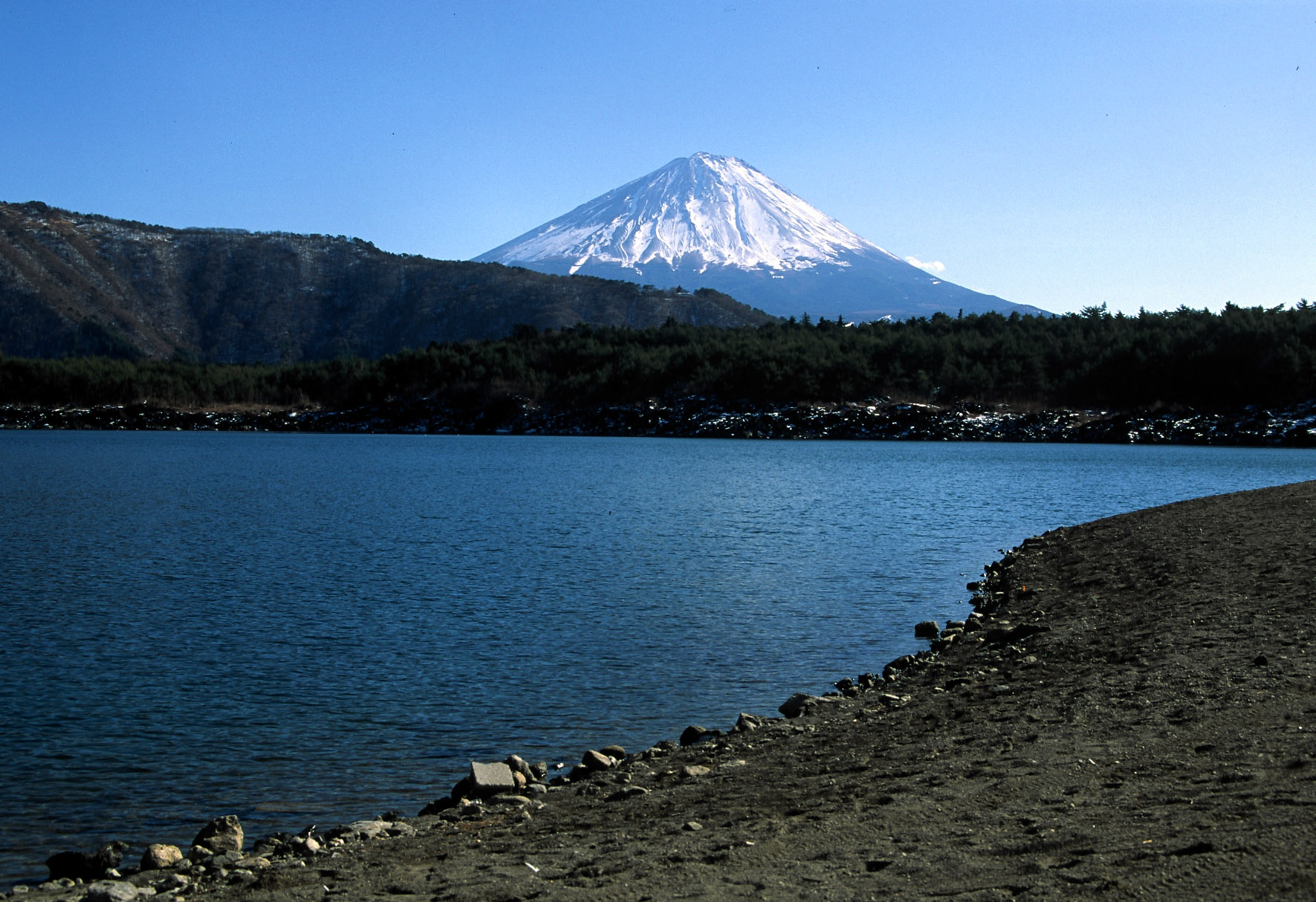
Fuji
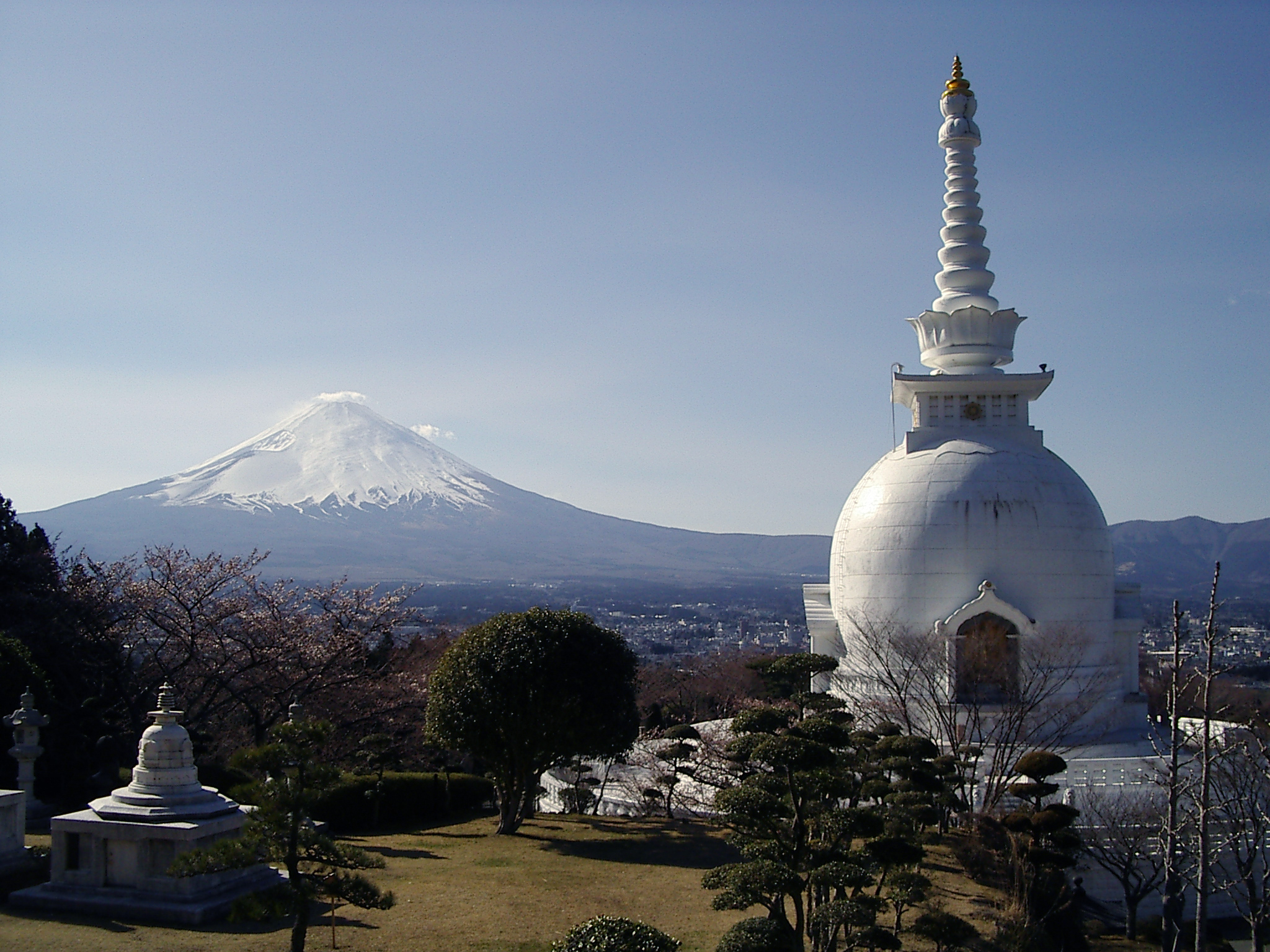
Stupa und Fuji

## Religion
Die katholischen Gemeinden der Präfektur Shizuoka gehören zum Bistum Yokohama.